# Gramática descriptiva de la lengua española
La Gramática descriptiva de la lengua española (en lo consecutivo: GDLE) es una obra de síntesis de tres volúmenes de la colección Nebrija y Bello de la Real Academia Española. Está compuesta por varios autores, dirigida por Ignacio Bosque y Violeta Demonte, con preámbulo de Fernando Lázaro Carreter de la Real Academia Española. La GDLE es la obra de consulta más detallada publicada hasta la fecha sobre la sintaxis y la morfología del idioma español. Su primera edición es de 1999, publicada por la editorial Espasa.

## Breve presentación
La gramática descriptiva no es teórica ni normativa. Constituye una descripción minuciosa de la estructura de la lengua castellana en la que tienen igualmente cabida los análisis tradicionales y las aportaciones modernas. La obra se apoya en una amplia bibliografía, pero a la vez se presenta sin aparato formal alguno y sus descripciones se formulan con un vocabulario sencillo, común a la mayor parte de los enfoques existentes. Ha sido preparada por más de sesenta especialistas, coordinados en único proyecto editorial por Ignacio Bosque, miembro de la Real Academia Española en la Universidad Complutense de Madrid, y Violeta Demonte, catedrática de Lengua Española en la Universidad Autónoma de Madrid. La gramática se dirige a numerosos profesores, estudiantes e investigadores que poseen alguna relación profesional con el idioma español en los múltiples ámbitos que abarcan su estudio y su enseñanza.

## Estructura de la obra
La GDLE consta de tres volúmenes dividida en cinco partes (el primer volumen contiene la primera parte, y el segundo y el tercero dos partes respectivamente), con un total de 5351 páginas.
Volumen 1.
- Primera parte: Sintaxis básica de las clases de palabras

Volumen 2.
- Segunda parte: Las construcciones sintácticas fundamentales
- Tercera parte: Relaciones temporales, aspectuales y modales

Volumen 3.
- Cuarta parte: Entre la oración y el discurso
- Quinta parte: Morfología